# Onive
Az Onive folyó Madagaszkár keleti részén ered. A folyó útja során keleti, délkeleti irányban halad, és Madagaszkár keleti részén torkollik a Mangoro folyóba. E vízfolyás vezeti le az Ankaratra-hegység keleti hegyoldalaira hullott csapadékot.
Tsinjoarivo falu közelében a folyón van egy látványos vízesés, amely mintegy 30 méteres magasságból bukik alá.

## Fordítás
- Ez a szócikk részben vagy egészben  az   Onive River című angol Wikipédia-szócikk ezen változatának fordításán alapul.  Az eredeti cikk szerkesztőit annak laptörténete sorolja fel. Ez a jelzés csupán a megfogalmazás eredetét és a szerzői jogokat jelzi, nem szolgál a cikkben szereplő információk forrásmegjelöléseként.